# Kijevsko zajezitveno jezero
Kijevsko zajezitveno jezero (ukrajinsko Київське водосховище, latinizirano: Kyjivs'ke bodoshovyšče), lokalno tudi Kijevsko morje, je veliko akumulacijsko jezero na reki Dneper severno od ukrajinskega glavnega mesta Kijev. Zajezitev je bila zgrajena v letih 1960–1964 kot najbolj gorvodna od šestih orjaških zajezitev na Dnepru za pridobivanje hidroenergije ob intenzivni industrializaciji takratne Ukrajinske sovjetske socialistične republike in dokončno napolnjena leta 1966. Jezero je podolgovate oblike, dolgo približno 110 km in povprečno 8,4 km široko, vsebuje 3,7 km² vode, od tega je približno tretjina uporabne prostornine. Poleg tega služi kot vir pitne vode za približno 4 milijone prebivalcev širšega območja Kijeva, za namakanje in kot vir industrijske vode. Jez s hidroelektrarno se nahaja pri kraju Višgorod na skrajnem jugu, 20 turbin ima skupno nazivno moč 440 MW.
Ob severnem robu se razprostirajo obširna močvirja ob meji z Belorusijo, tu se z zahoda izliva tudi reka Pripet, južne obale pa so priljubljena točka za letovanje prebivalcev Kijeva in spalno naselje. Že v času Kijevske Rusije so imeli na tem območju rezidence vladarji, v novejšem času pa je kraj Nova Petrivka ob jugozahodni obali, sicer kraj starodavnega Mežigirskega samostana, znan po razkošni rezidenci nekdanjega predsednika Viktorja Janukoviča. Višgorod se poleg tega uveljavlja kot industrijsko in transportno središče.
Uporaba kot vir pitne vode je problematična zaradi visoke vsebnosti humičnih snovi, ki mu dajejo značilno barvo. Okoljevarstveniki opozarjajo tudi na možnost obširnejše kontaminacije, po Černobilski nesreči se je namreč v sedimentih na dnu naložila večja količina radioaktivnih izotopov, predvsem cezija-137, ki se je izpiral iz izključitvenega območja in vezal na glinene delce. Ti depoziti bi se lahko ob večji povodnji sprostili z dna in onesnažili vire pitne vode, a naj po simulacijah Mednarodne agencije za jedrsko energijo (IAEA) koncentracija ne bi presegla mejnih vrednosti. Vendar pa radioaktivne snovi prehajajo v prehranjevalno verigo in preko rib končajo tudi v človeški prehrani. Zaradi biomagnifikacije so plenilske ribe bolj kontaminirane, v splošnem pa je kontaminacija celo večja od tiste v strugi reke Pripet pri Černobilu.
Med rusko invazijo na Ukrajino leta 2022 so se pojavile tudi skrbi, da bi bil jez uničen v bojih, kar bi povzročilo katastrofalne poplave dolvodno, zaradi katerih bi se lahko porušili tudi jezovi ostalih akumulacijskih jezer na Dnepru. Po trditvah operaterja, državnega podjetja Ukrvodšljah, je ukrajinska zračna obramba med kijevsko ofenzivo sestrelila rusko raketo, ki je letela proti jezu.